# خنفساء القلف التفاحية
خنفساء القلف التفاحية أو ثاقبة القلف الأشجار الكبرى (الاسم العلمي: Scolytus mali) (بالإنجليزية: larger shothole borer)‏ هو نوع من الحشرات يتبع جنس خنفساء القلف من فصيلة السوسية الحقيقية.